# André Hough
Pour les articles homonymes, voir Hough.
Pas d'image ? Cliquez ici

a Compétitions nationales et continentales officielles uniquement.

Dernière mise à jour le 27 juillet 2020.
Andries Jacobus « André » Hough, né le 13 juin 1983 à Bellville (Afrique du Sud), est un joueur sud-africain de rugby à XV qui évolue au poste de demi d'ouverture (1,91 m pour 101 kg).

## Carrière
- 2005 et 2006 : Griffons
- 2006 - 2008 : (SC Albi
- 2008 - 2014 : Section paloise
- 2014 - 2016 : SC Albi (Pro D2)
- 2016 - : US Morlaàs (Fédérale 2)

Il a disputé six matchs de la Currie Cup en 2004-05.